# Ernesto Di Fresco
Ernesto Di Fresco, né à Palerme le 28 janvier 1929, mort le 16 novembre 2002, est un homme politique italien.

## Biographie

### Indépendantiste, monarchiste puis démocrate chrétien
Laurea en droit, Ernesto Di Fresco exploite plusieurs salles de cinéma à Palerme.
A l'issue de la Seconde Guerre mondiale, il milite au Mouvement pour l'indépendance de la Sicile d'Andrea Finocchiaro Aprile, comme secrétaire de la section jeunesse du parti.
Il rejoint ensuite les rangs du Parti monarchiste qui envoie en mai 1956 cinq élus au conseil municipal de Palerme. Di Fresco en fait partie mais se rapproche rapidement des démocrates-chrétiens avec d'autres monarchistes, fruit d'une opération organisée par Giovanni Gioia et du truchement de Salvatore Lima, connu sur les bancs de l'école. Il ne suit pas son ancien camarade quand celui-ci quitte les fanfaniens de Giovanni Gioia pour le courant andreottien. Il est adjoint au maire pour la première fois auprès de Francesco Saverio Di Liberto (1963-1964) et réélu jusqu'à la décision de la direction nationale de son parti limite le nombre de mandats possibles.
En 1964, il préside le club de football de Palerme.
Il devient alors conseiller provincial et préside la province en 1975 et de 1981 au 24 novembre 1982, date à laquelle il est arrêté pour corruption, premier élu sicilien à l'être.

### Un élu proche des milieux mafieux
En 1976, le rapport minoritaire de la première Commission parlementaire antimafia le qualifiait « de personnage emblématique de tout le système de pouvoir mafieux de Palerme » et notait sa proximité avec le mafieux Francesco Paolo Bontate, lequel l'accompagnait à ses premiers conseils municipaux pour lui indiquer les décisions à prendre comme il le faisait aussi avec Francesco Barbaccia.
Il détaille également ses liens avec l'entrepreneur immobilier Francesco Vassallo qui vend plusieurs appartements à sa femme, qui obtient la majorité des contrats de locations municipaux lorsque Di Fresco est adjoint au patrimoine, qu'il accompagne devant le tribunal.
Enfin, il valide la location la location pour 50 millions de lires par an, d'un immeuble de huit étages, via Dogali, destiné à abriter un poste de police municipale. Le propriétaire, le constructeur Giacomo Piazza, lié au gang mafieux d'Uditore-Passo di Rigano, est également celui qui a vendu à la femme de Di Fresco, l'appartement familial de 7 pièces, via del Quarnaro.
Acquitté et député après la mort de Giovanni Matta quelques mois avant la fin de la VIIIe législature, il est empêché de se représenter aux élections générales italiennes de 1983 par Ciriaco De Mita qui entreprend de moraliser la DC.
En réaction, il fonde, le 30 septembre 1984 à Palerme, l'Union populaire sicilienne (UPS) avec laquelle il continue à siéger au conseil municipal de Palerme et se présente aux élections régionales de 1991 en Sicile, les 16 500 voix obtenus pour le collège de Palerme ne lui permettant pas d'être élu.
Comme Gioia, il est le gendre du maire DC de Palerme Gaspare Cusenza.